# قائمة أسماء أفلام ومسلسلات الرسوم المتحركة المنتجة عربيا
- هذه قائمة بأسماء الأفلام أو مسلسلات الرسوم المتحركة التي تم صناعتها أو إنتاجها باللغة العربية في عدة دول من العالم العربي.
- القائمة مرتبة حسب بلد الإنتاج.

## مصر
- بكار مسلسل
- سوبر هنيدي مسلسل
- عائلة الاستاذ أمين  مسلسل
- الفارس والأميرة فيلم
- كراكيب مسلسل
- قصص التابعين مسلسل: إنتاج قناة أزهري
- قصص القرآن مسلسل
- قصص الإنسان في القرآن مسلسل
- قصص النساء في القرآن مسلسل
- قصص الحيوان في القرآن مسلسل
- عجائب القصص في القرآن مسلسل
- قصة الآيات في القرآن مسلسل
- أنبياء الله مسلسل
- الأزهر مسلسل
- نور وبوابة التاريخ مسلسل
- الشبر ونص
- وابو تقفيل
- صباح الخير يا جدو
- هم يضحك
- القبطان عزوز
- عصام والمصباح
- يوميات الأستاذ سحلاوي
- السيرة النبوية (مسلسل)
- الببغاء يتعلم الهجاء
- حسيب في دنيا الأرقام
- يوميات كريم
- مغامرات ذكي
- ماهر صديق البيئة
- الحفيد الشقي
- سيف الفتى الشجاع
- المفتش ذكي فلم
- الرحلة فلم
- كراكيب (كرتون)
- كوكتيل فواكه فلم
- المغامرون الخمسة
- المفتش كرومبو
- بسنت والدسياطي مسلسل
- شغل عفاريت مسلسل
- كليم الله مسلسل
- أمير ورحلة الأساطير مسلسل
- خليل الله
- سنوحي (مسلسل)
- سلطة بلدي مسلسل
- أي كلام فاضي معقول
- سيد أندرويد
- فولي
- عائلة رمضان كريم مسلسل
- مغامرات زيزو مسلسل
- غزوات الرسول مسلسل
- صناع الحضارة  مسلسل
- حكايات امل مسلسل
- مهنتى مسلسل

## سوريا
- الجرة فلم
- خيط الحياة (فيلم) فلم
- حكايات باح يا باح
- لولو كاتي
- كليلة ودمنة
- طيور الياسمين فلم
- دمتم سالمين
- شارع الأصدقاء
- طباخ وغنم
- عائلة المشيع مسلسل من أعمال دريم كاتشر

## السعودية
- بلال فيلم
- غزوات الرسول مسلسل
- يعرب مسلسل
- سنبر مسلسل
- كنز الحطاب فلم قصير
- المصاقيل مسلسل
- الموت مرتين فلم قصير
- علوم فنجال مسلسل
- سعود وسارة مسلسل
- يوميات مناحي مسلسل
- مزنة أند فاملي مسلسل
- شديد وتمام مسلسل
- طيش عيال مسلسل
- شوربة و خل مسلسل
- حارة أبو حديجان مسلسل
- الأشبال مسلسل
- شهيد العالم محمد الدرة فيلم
- محمد الفاتح فيلم
- أسد عين جالوت فيلم
- طارق بن زياد فيلم
- رحلة الخلود فيلم
- ابن الغابة عن قصة حي بن يقظان فيلم
- مسرور في جزيرة اللؤلؤ فيلم
- القراصنة وكنز الذهب فيلم
- علي بابا والأربعين لصا فيلم
- حكايات العم حكيم فيلم
- حلم الزيتون فيلم
- جزيرة النور فيلم
- المهند و فريق الننجا فيلم
- فارس الأندلس فيلم
- عيال نوير مسلسل
- تمرتون مسلسل
- سلمان الفارسي+ نساء عظيمات في عهد رسول الله أفلام قصيرة
- عيال الحالة مسلسل
- حسان و اخوانه مسلسل
- محافظة مسامير مسلسل
- كلاسيكيات مسامير مسلسل
- مسامير جونيور فيلم
- دانية مسلسل

## الإمارات
- فريج مسلسل.
- فطين مسلسل.
- إمارة مسلسل.
- خوصة بوصة مسلسل.
- شعبية الكرتون مسلسل.
- أشحفان مسلسل.
- منصور مسلسل.
- حمدون مسلسل.
- شلة دانة.
- مندوس مسلسل.
- النقيب خلفان.
- كسلان  مسلسل.
- أمونة المزيونة مسلسل.
- ماجد  مسلسل.
- زون زيرو مسلسل.

## الكويت
- الـ 99 مسلسل
- يوميات بوقتادة وبونبيل
- خمسة شارع الأصدقاء
- قطعة 13
- أم سعف جت. كوم
- الببغاء يتعلم الهجاء
- يوميات كريم
- الموج الأزرق
- دكان بونواف
- عمارة الفريج
- سنة أولى مجلس
- المحط
- فابيو
- شارع 13

## قطر
- بطل و رسالة فيلم
- أبطال ومهمة فيلم
- كرتون بدر مسلسل ( من إنتاج قناة جيم)
- سراج التعليمي مسلسل
- يوميات دينار مسلسل
- كليلة و دمنة مسلسل ( من إنتاج قناة الجزيرة في قطر)
- فوق السطح مسلسل
- تمبة مسلسل

## البحرين
- شارع العرب مسلسل
- ابن بطوطة مسلسل

## تونس
- لتحي كرطاقو فلم
- تونس 2050 مسلسل
- العيشة مقرونة مسلسل
- حجر لاند مسلسل

## الجزائر
- المفتش مرقو

## المغرب
- رأس الدرب مسلسل
- أمير وأميرة فلم قصير
- إلياس الولد الصلح مسلسل
- بوزبال مسلسل
- قدور وعويشة مسلسل

## السودان
- محجوب وسلام

## الأردن
- بن وعصام
- أبو محجوب
- نهفات عيلتنا
- حياة عيلتنا
- فيلم كرتون طويل ( سليم )

## لبنان
- رسوم متحررة
- (النبي) للكاتب خليل جبران فلم
- أميرة روما فلم

## العراق
- العتاك.
- شلش من حي التنك.
- الريس.
- الفشافيش مسلسل.
- الأميرة و النهر.
- حبزبوز.

## فلسطين
- هموم متحركة.
- جدار في القلب فلم.
- المصالحة الفلسطينية فلم.
- يوميات مشاكس.
- شيخ المجاهدين.

## ليبيا
- حليمة ومراجع مسلسل
- حليمة وكناينها مسلسل
- يوميات قمر مسلسل
- حمد وحويتة مسلسل
- يوميات الحاج حمد مسلسل

## اليمن
- حكيم وفهيم مسلسل
- عودة أحمد فيلم
- قانون سلمى فيلم
- أحمد ولعبة الموت فيلم
- حضرم تون مسلسل
- اليمن السعيد
- طنافس مسلسل
- جابر و لطفية مسلسل
- حزاوي مسلسل

## عمان
- يوم ويوم مسلسل
- عيد وسعيد مسلسل
- أخلاقنا مسلسل
- الفرقة 9 مسلسل